# Compati Hero系列
Compati Hero（Konpachi Hīrō Shirīzu）是日本萬普公司和萬代南夢宮娛樂（原萬代）发行的一个电子游戏系列，首作在1990年发行，遊戲系列特色，是集合了奥特曼系列，假面騎士系列，GUNDAM系列作品和铁拳系列角色。由於初推出後大受歡迎，翌年更推出單純以跨作品機器人為主題的戰略遊戲「超級機器人大戰」，後者更成為遊戲界其中一款長壽系列。

## 系列作品

### The Great Battle
早期游戏
- 《SD大相扑》（SD Battle Ōzumō: Heisei Hero Basho，紅白機－1990年4月20日）
Compati Hero首部作品，以日本傳統相撲為題材的距作品聯乘遊戲，也是超級戰隊系列唯一出現作品。
參與作品﹕機動戰士GUNDAM、機動戰士Z GUNDAM、機動戰士GUNDAM 逆襲的夏亞、超人吉田、超人七號、超人太郎、幪面超人、幪面超人V3、幪面超人Black RX、高速戰隊渦輪連者、超獸戰隊生命人、光戰隊覆面人

- 《SD英雄总决战: 打倒!邪恶军团》（紅白機－1990年7月7日）
Compati Hero第二作、也是首部橫向捲軸動作遊戲，成為日後超级任天堂「SD英雄之挑戰(SD快打系列)」遊戲基礎。
參與作品﹕機動戰士GUNDAM、機動戰士GUNDAM 逆襲的夏亞、超人吉田、超人太郎、幪面超人、幪面超人V3、バンプレストオリジナル、宇宙刑事Shaider、機動刑事

- 《高达－伟大的战斗》（Great Battle Cyber， 紅白機－1992年12月25日）

主系列
- 《SD英雄大战》（SD The Great Battle，港譯「SD快打」，超级任天堂－1990年12月29日）
SD英雄之挑戰首部作、也是本系列首部超级任天堂遊戲，首次採取鳥瞰式視角進行。此外，本作也是首次加入SD GUNDAM外傳的騎士高達、騎士沙煞比。
參與作品﹕機動戰士GUNDAM、SD GUNDAM外傳、機動戰士Z GUNDAM(敵方角色)、機動戰士GUNDAM 逆襲的夏亞(敵方角色)、超人吉田、超人太郎、幪面超人、幪面超人V3、

- 《SD英雄之挑战2》（The Great Battle II: Last Fighter Twin，港譯「SD快打2」，超级任天堂－1992年3月27日）
SD英雄之挑戰第二部作、超任主機中回歸橫向捲軸方式的首部遊戲。遊戲以拳腳格鬥為主，本作首次加入バンプレストオリジナル角色羅亞。自此確立系列裡只有「高達—超人—幪面超人—羅亞」四大系列出場的慣例。
參與作品﹕機動戰士GUNDAM F91、機動戰士GUNDAM(敵方角色)、機動戰士GUNDAM0080(敵方角色)、機動戰士GUNDAM 逆襲的夏亞(敵方角色)、機動戰士Z GUNDAM(敵方角色)、機動戰士GUNDAM 逆襲的夏亞(敵方角色)、超人吉田、超人太郎(敵方角色)、幪面超人Black RX、幪面超人(敵方角色)、幪面超人V3(敵方角色)、バンプレストオリジナル

- 《SD英雄之挑战3》（The Great Battle III，港譯「SD快打3」，超级任天堂－1993年3月26日）
SD英雄之挑戰第三部作、舞台變成中世紀騎士風格，因此武器也變成長劍、鐵球、長槍、弓箭。本作也是首次加入「商店」模式。
參與作品﹕機動戰士GUNDAM F91、機動戰士GUNDAM(敵方角色)、機動戰士GUNDAM0080(敵方角色)、機動戰士GUNDAM0083(敵方角色)、機動戰士GUNDAM 逆襲的夏亞(敵方角色)、機動戰士Z GUNDAM(敵方角色)、機動戰士GUNDAM 逆襲的夏亞(敵方角色)、超人吉田、超人太郎(敵方角色)、幪面超人Black RX、幪面超人(敵方角色)、幪面超人V3(敵方角色)、バンプレストオリジナル

- 《SD英雄之挑战4》（The Great Battle IV，港譯「SD快打4」，超级任天堂－1994年12月17日）
SD英雄之挑戰第四部作、舞台變成未來風格，武器也從格鬥為主，一律變成鎗、炮等射擊武器。本作最大特色，是在Boss決戰時，變成操作巨大機器人、透過指定按鈕組合進行戰鬥方式。
參與作品﹕機動戰士VGUNDAM、機動戰士GUNDAM(敵方角色)、機動戰士GUNDAM0080(敵方角色)、機動戰士GUNDAM0083(敵方角色)、機動戰士GUNDAM 逆襲的夏亞(敵方角色)、機動戰士Z GUNDAM(敵方角色)、機動戰士GUNDAM 逆襲的夏亞(敵方角色)、帕瓦特·奥特曼、超人吉田(敵方角色)、超人太郎(敵方角色)、幪面超人ZO、幪面超人(敵方角色)、幪面超人V3(敵方角色)、バンプレストオリジナル

- 《SD英雄之挑战5》（The Great Battle V，港譯「SD快打5」，超级任天堂－1995年12月22日）
SD英雄之挑戰第五部作，也是超任系列最後一款正傳遊戲、舞台變成西部牛仔風格，本作最大特色，是在Boss決戰時，變成主觀視角射擊模式。此舉是為了支援當時推出的超任手槍遊戲把手。
參與作品﹕機動武鬥傳G GUNDAM、機動戰士GUNDAM(敵方角色)、機動戰士GUNDAM0080(敵方角色)、機動戰士GUNDAM 逆襲的夏亞(敵方角色)、機動戰士Z GUNDAM(敵方角色)、機動戰士GUNDAM 逆襲的夏亞(敵方角色)、超人吉田、超人太郎(敵方角色)、幪面超人Black RX、幪面超人(敵方角色)、幪面超人V3(敵方角色)、バンプレストオリジナル

- 《SD英雄之挑战6》（The Great Battle VI，港譯「SD快打6」，PlayStation－1997年4月11日）
- 《卡片英雄大对决》（The Great Battle Pocket ，Game Boy Color－1999年12月3日）（由Alpha Unit開發）
- The Great Battle Full Blast（PlayStation Portable－2012年3月1日）
- Lost Heroes（Nintendo 3DS－2012年9月6日）

外传系列
- Tekkyu Fight! The Great Battle Gaiden（Game Boy－1993年7月30日）
- 《SD英雄之挑战-迎神祭》（The Great Battle Gaiden 2: Matsuri da Wasshoi，港譯「SD快打祭禮」，超级任天堂－1994年1月28日）

衍生游戏
- Super Tekkyu Fight!（超级任天堂－1995年9月15日）
- Battle Crusher（Game Boy－1995年1月27日）
- 《SD弹珠台》（Battle Pinball，超级任天堂－1995年2月24日）
- Ganbare! Compati Heroes Bokurano（Kids Computer PICO）

### 体育竞技类
独立游戏
- Battle Baseball（Family Computer－1993年1月19日）
- 《SD格斗战》（Versus Hero: Road to the King Fight，Game Boy－1992年8月7日）
- 《SD赛车》（Battle Racers，超级任天堂－1995年3月17日）
- Charinko Hero（GameCube－2003年7月17日）

SD躲避球系列
- Battle Dodge Ball（超级任天堂－1991年7月20日）
- Battle Dodge Ball（Game Boy－1992年10月16日）
- Battle Dodge Ball II（超级任天堂－1993年7月23日）
- Battle Dodge Ball III（PlayStation Portable－2012年3月1日）

SD足球系列
- 《SD足球》（Battle Soccer: Field no Hasha，超级任天堂－1992年12月11日）
- 《SD足球2》（Battle Soccer 2，超级任天堂－1994年11月25日）

超级弹珠台系列
- 《超级柏青哥大战》（Super Pachinko Taisen，超级任天堂－1995年4月28日）
- Super Pachinko Taisen（Game Boy－1995年6月30日）

### 角色扮演游戏
基于对RPG类型游戏剧情流畅的考虑，下列游戏对原作有大幅度的修改，同时只保留Compati Hero系列的特点。
- 《英雄战记》（Hero Senki: Project Olympus,超级任天堂－1992年11月20日）（由WinkySoft開發）
- 《盖亚战记》（Gaia Saver，超级任天堂－1994年1月28日）
- Super Hero Operations（PlayStation－1999年1月28日）
- Super Hero Operations: Diedal's Ambition（PlayStation－2000年11月22日）
- 《超级英雄世代（日语：スーパーヒーロージェネレーション）》（Super Hero Generation，PlayStation 3 / PlayStation Vita－2014年10月23日）

### 衍生系列
因應本系列大受歡迎而推出、同樣以跨作品聯乘為賣點的遊戲系列。當中最成功者為單純以機器人為主角的「超级机器人大战」，甚至較本系列延續更久。
- 《超级机器人大战》（Game Boy－1991年4月20日）
以機動戰士GUNDAM、鐵甲萬能俠、三一萬能俠為主軸、「超級機器人大戰」系列首部作品。详细信息请看超级机器人大战 (游戏)。
- 《SD指挥官》（Battle Commander: Hachibushu Shura no Heihou,又名「SD八武眾」，超级任天堂－1991年12月29日）
以機動戰士GUNDAM、鐵甲萬能俠、重戰機為主軸、首次也是唯一一款實時戰略遊戲作品。
- Shuffle Fight（FC游戏机－1992年10月9日）

### 其他
- Battle Formation（PlayStation－1997年11月13日）
- Tokusatsu Bouken Katsugeki Super Hero Retsuden（Dreamcast－2000年7月27日）（由ALU開發)
- The Great Battle III（漫画）